# HD 211415
HD 211415 is een tweevoudige ster met een spectraalklasse van G0.V en M.V. De ster bevindt zich 45,88 lichtjaar van de zon.